# Гнилое (Тимский район)
Гнило́е — село в Тимском районе Курской области России. Входит в состав Становского сельсовета.

## География
Село находится в восточной части Курской области, в подзоне широколиственных лесов, в пределах юго-западной части Среднерусской возвышенности, к северу от автотрассы Р298, на расстоянии примерно 9 км (по прямой) к северо-западу от посёлка городского типа Тим, административного центра района. Абсолютная высота — 223 м над уровнем моря.
Климат
Климат характеризуется как умеренно континентальный, с тёплым летом и умеренно холодной зимой. Среднегодовая температура — 5,6 °C. Абсолютный минимум температуры воздуха самого холодного месяца (января) составляет −37 °C; абсолютный максимум самого тёплого месяца (июля) — 40 °C. Среднегодовое количество атмосферных осадков составляет 582 мм, из которых 460 мм выпадает в тёплый период года. Снежный покров образуется в конце ноября и держится в течение 130—145 дней в году.

## Население
| 2002 | 2010 |
| ---- | ---- |
| 350  | ↘289 |

Гендерный состав
По данным Всероссийской переписи населения 2010 года, в половой структуре населения мужчины составляли 43,9 %, женщины — соответственно 56,1 %.
Национальный состав
Согласно результатам переписи 2002 года, в национальной структуре населения русские составляли 96 % из 350 чел.

## Достопримечательности
В селе сохранилась Церковь великомученика Георгия Победоносца, построенная в 1892 году. 